# Werner Michalka
Werner Michalka (* 4. Oktober 1955) ist ein ehemaliger deutscher Fußballspieler. Für den SSV Jahn Regensburg und ESV Ingolstadt-Ringsee lief der Abwehrspieler in insgesamt 133 Spielen in der 2. Bundesliga auf und erzielte dabei fünf Tore.

## Sportlicher Werdegang
Michalka rückte Mitte der 1970er Jahre als Teenager in die Wettkampfmannschaft des SSV Jahn Regensburg auf. Nach der verpassten Qualifikation für die 2. Bundesliga am Ende der Regionalliga-Spielzeit 1973/74 gehörte er zu den Leistungsträgern, die in der Spielzeit 1974/75 unter Trainer Aki Schmidt trotz finanzieller Schwierigkeiten – die Stadt Regensburg kaufte dem Klub das Jahnstadion für 2 Millionen DM ab, um den nach dem Abstieg drohenden Konkurs abzuwenden – den direkten Wiederaufstieg aus der 1. Amateurliga Bayern in die Zweitklassigkeit bewerkstelligten. In der 2. Bundesliga Süd war er über weite Strecken Stammspieler, als Viertletzter der Spielzeit 1975/76 profitierte er mit der sportlich abgestiegenen Mannschaft um Herfried Ruhs, Michael Hümmer, Hans Meichel und Reinhold Mathes von der Lizenzrückgabe des 1. FSV Mainz 05 und hielt somit die Klasse. Aufgrund der finanziell prekären Lage kam es im Sommer zu einigen Spielerwechseln und der Klub setzte auf einige regionale Talente und Jugendspieler wie Hans Melzl, Michael Richthammer oder Rudolf Kraus, zugleich kam es auch im Umfeld zu Querelen zwischen verschiedenen Lagern im Verein über die Ausrichtung. In der Folge verlief auch die folgende Spielzeit wie die Debütsaison im Bereich der Abstiegsränge. Während mit einem 3:0-Heimerfolg über den späteren Zweitligameister VfB Stuttgart am 18. Spieltag zwar ein Highlight gesetzt werden konnte, war die Mannschaft jedoch grundsätzlich chancenlos und stand im gesamten Saisonverlauf auf einem Abstiegsplatz. Dabei hatte Michalka weiterhin einen Stammplatz auch bei Schmidts Nachfolger Helmut Richert sicher, bis zum 34. Spieltag bestritt er 33 Saisonspiele. Bei der 0:8-Niederlage im Rückspiel gegen den VfB Stuttgart – Ottmar Hitzfeld stellte einen Rekord auf und erzielte als erster im deutschen Profifußball sechs Tore in einem Spiel – stand er nicht auf dem Platz, das Debakel sollte jedoch maßgeblich für den Saisonausgang sein: am letzten Spieltag zog der nach einem 2:2-Remis gegen Tabellenschlusslicht BSV Schwenningen nunmehr punktgleiche FK Pirmasens aufgrund der besseren Tordifferenz am Jahn vorbei und hielt nach dem Lizenzverzicht des SV Röchling Völklingen seinerseits „am grünen Tisch“ die Klasse, während die Bayern den Gang in die Drittklassigkeit antraten. Dort misslang jedoch die Konsolidierung, der Klub wurde direkt in die bayerische Landesliga durchgereicht.
Im Sommer 1977 profitierte der Bayernliga-Konkurrent ESV Ingolstadt-Ringsee vom Abstieg des Regionalrivalen: neben Michalka verpflichtete der Klub unter anderem Ruhs und Richthammer. Hier bewiesen sie ihre Qualität und wurden Meister der Bayernliga-Spielzeit 1978/79. Neben dem Aufstieg in die 2. Bundesliga war dies mit der Teilnahme an der Deutschen Amateurmeisterschaft 1979 verbunden. Hier zog die von Spielertrainer Horst Pohl betreute Mannschaft in die Endspiele gegen den Berliner Vertreter FC Hertha 03 Zehlendorf ein und Josef Bittl mit zwei Treffern, Gustav Jung und Ruhs schossen einen 4:1-Hinspielsieg heraus, der trotz einer 0:1-Rückspielniederlage den Titelgewinn bedeutete. In der 2. Bundesliga war Michalka weiterhin Stammspieler, nach zwei Jahren verpasste er mit der Mannschaft am Ende der Spielzeit 1980/81 aufgrund der Zusammenlegung der Nord- und Südstaffel den Klassenerhalt und lief nochmals in der Bayernliga auf.
Im Sommer 1982 kehrte Michalka zum weiterhin viertklassig antretenden SSV Jahn Regensburg zurück. Als Mannschaftskapitän dirigierte er die Mannschaft zur Meisterschaft in der Landesliga. Später engagierte er sich im Regensburger Stadtteilverein SV Harting in der Jugendarbeit und der AH-Mannschaft.